# مخ الكرش (ردمان)

تعديل مصدري - تعديل

مخ الكرش هي إحدى قرى عزلة ال عامر حوران بمديرية ردمان التابعة لمحافظة البيضاء، بلغ تعداد سكانها 67 نسمة حسب تعداد اليمن لعام 2004.